# 黃山侍從室
黃山侍從室位於重慶市南岸區黃山，文物遺址年代為1938--1945年。1992年3月19日列為重慶市第二批市級文物保護單位。 2000年9月7日列為第一批重慶市文物保護單位。2013年3月5日列為第七批全國重點文物保護單位。
侍從室是國民政府軍事委員會委員長蔣中正先生的貼身辦事機構，共設有3個處：第一處掌軍事．也是侍從室事務最繁、職權最大的一個處；第二處掌管政治和蔣介石的秘書工作，主任是陳布雷；第三處，主任陳果夫，專管黨務。黃山侍從室由兩幢房屋組成，分別稱為侍從室-1和侍從室-2。另在城內有德安里104號侍從室。